# Miguel Álvarez-Fernández
Pour les articles homonymes, voir Álvarez et Fernández.
Miguel Álvarez-Fernández est un artiste sonore, compositeur, musicologue, commissaire de projets d'art sonore et producteur radiophonique né en 1979 à Madrid (Espagne).

## Biographie
Il a étudié la composition au conservatoire de San Lorenzo de El Escorial, continuées ensuite en Allemagne (Darmstadt, Kürten, Berlin), et autres centres espagnols. Entre 2002 et 2005 il reçoit une bourse de création dans la Residencia de Estudiantes à Madrid. Son travail comme artiste sonore et compositeur s'est présenté en Espagne, en France, en Allemagne, au Danemark, en Italie et aux États-Unis.
Il a développé son travail comme compositeur en divers centres et laboratoires espagnols (LIEM/CDMC, Medialab Madrid, GME de Cuenca) et, depuis 2005, travaille comme compositeur invité dans l'Étude de Musique Électronique de l'Université technique de Berlin depuis 2007.
En 2004 il obtient le diplôme d'études avancées dans le Département de Histoire de l'Art et Musicologie de l'Université d'Oviedo", après finir la recherche « Voix et musique électroacoustique: une proposition méthodologique », qui analyse certaines connexions entre l'esthétique musicale des new media et la philosophie du langage. Cette année commence à impartir classes dans ce même département.
Ses recherches théoriques se sont diffusées en diverses conférences, congrès et publications. Il travaille aussi comme organisateur de projets artistiques, commeItinerarios del sonido (Itinéraires du son), célébré dans divers espaces publics de Madrid en 2005.
Il a aussi développé  différents projets de composition pour le cinéma, entre autres l'élaboration, en 2007, de la bande sonore du film À Via Lactea, dirigé par Lina Chamie, et présenté au Festival de Cannes et au Festival de San Sebastián.
Depuis 2008 il dirige et présente le programme radiophonique hebdomadaire Ars Sonora, consacré à l'art sonore, la musique électroacoustique et la création expérimentale à la Radio nationale d'Espagne.